# Ібн Батута (стадіон)
Стадіон Ібн Батута (берберська: ⴰⵏⵏⴰⵔ ⵏ ⵉⴱⵏ ⴱⴰⵜⵓⵜⴰ, араб. ملعب ابن بطوطة) — багатофункціональний стадіон у Танжері, Марокко. Він використовується в основному для футбольних матчів і великих подій, таких як церемонії або концерти. Стадіон розрахований на 65 000 місць і названий на честь марокканського берберського вченого та дослідника Ібн Батути.

## Історія

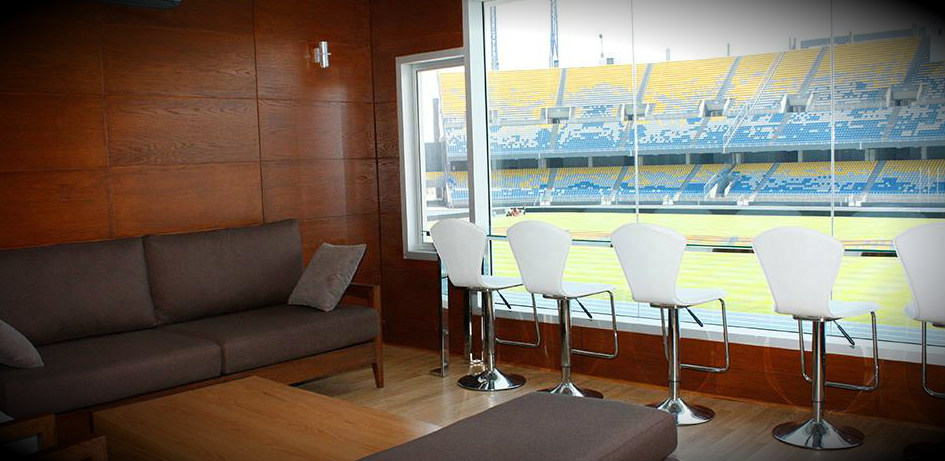
VIP ложа стадіону Ібн Батута

Урочисте відкриття стадіону відбулося 26 квітня 2011 року. 27 липня стадіон приймав Суперкубок Франції 2011 року, в якому «Марсель» переміг «Лілль» з рахунком 5:4.
Згодом на арені мали пройти матчі Кубка африканських націй 2015 року, який мав приймати Марокко, поки його не позбавили прав на проведення.
29 липня на стадіоні вдруге відбувся Суперкубок Франції 2017 року, у якому «Парі Сен-Жермен» переміг «Монако» з рахунком 2:1.
Коли Марокко приймало чемпіонат африканських націй 2018 року, стадіон прийняв шість матчів на груповому етапі та один чвертьфінал.
Того ж року на стадіоні відбувся матч Суперкубка Іспанії 2018 року між «Севільєю», яка посіла друге місце в Кубку Іспанії, та переможцем Кубка Іспанії 2017/18 і Ла Ліги 2017/18, «Барселоною», у якому каталонці перемогли з рахунком 2:1.
Пізніше стадіон реконструювали, щоб збільшити його місткість і змінити зовнішній вигляд, для клубного чемпіонату світу з футболу 2022 року. Планувалося, що місткість збільшиться з 45 до 65 тис. місць. 25 січня 2023 року було підтверджено, що стадіон готовий прийняти клубний чемпіонат світу.
Також виникло бажання змінити зовнішній вигляд стадіону, зробивши його повністю критим і прибравши бігові доріжки, щоб збільшити його місткість до 80 000 тис. до 2025 року, щоб на арені пройшли матчі Кубка африканських націй у 2025 році.

## Клубний чемпіонат світу з футболу 2022
| Дата          | Місцевий час | Команда № 1      | Результат | Команда № 2   | Круглий    | Відвідуваність |
| ------------- | ------------ | ---------------- | --------- | ------------- | ---------- | -------------- |
| 1 лютого 2023 | 20:00        | «Аль-Аглі»       | 3–0       | «Окленд Сіті» | Перший тур | 47 317         |
| 4 лютого 2023 | 18:30        | «Сіетл Саундерз» | 0–1       | «Аль-Аглі»    | Другий тур | 30 589         |
| 7 лютого 2023 | 20:30        | «Фламенгу»       | 2–3       | «Аль-Гіляль»  | Півфінал   | 42 496         |